# 안토니오 타피아
안토니오 타피아 플로레스(스페인어: Antonio Tapia Flores, 1959년 11월 13일, 안달루시아 주 바에나 ~)는 스페인의 축구 감독이다.

## 축구 경력
타피아는 코르도바 도 바에나 출신으로, 선수 시절 아틀레티코 말라게뇨와 아마추어 구단 푸엔히롤라에서만 활약해 큰 족적을 남기지 못했다. 30대가 되기도 전에, 그는 감독으로 전향해 또다른 안달루시아 주 연고의 미하스 감독을 맡았고, 푸엔히롤라와 로스 볼리체스를 지휘해 안달루시아의(지역 리그 소속) 구단 감독으로 계속해서 활약했다.
1994년, 타피아는 말라가의 감독진에 합류해 2년을 역임했고, 카디스에서도 비슷한 직위를 역임했다. 그는 또다른 안달루시아 구단 폴리 에히도 감독으로 1997년에 취임해 2001년에 세군다 디비시온 승격을 이룩했지만, 이듬해에 성적 부진으로 11경기 만에 해임되었다. 2002년, 타피아는 말라가의 2군에 복귀해 또다시 2부 리그 승격을 이룩했다. 2004-05 시즌에 그레고리오 만사노 감독이 해임되면서, 그는 라 리가에 속한 1군 감독을 처음으로 맡았지만,– 이듬해 비슷한 시기에 경질되어 후임으로 단장이었던 마놀로 이에로가 바통을 이어받았지만, 그도 강등을 막지 못했다.
이어지는 2년동안, 타피아는 안달루시아의 2부 리그 구단을 맡았는데, 폴리 에히도를 거쳐 강등 후 얼마 지나지 않아 해단하는 그라나다 74의 감독을 역임했다. 이후, 그는 갓 승격한 1부 리그의 말라가로 복귀했고, 소속 구단을 리그 8위로 유로파리그 진출 목전까지 가기도 했다.
다른 제의를 거절하던 타피아 감독의 후임으로 후안 라몬 로페스 무니스(그는 라싱 산탄데르에서 1년만에 복귀했다)가 맡았고, 2부 리그의 베티스와 계약했다. 그러나, 성적 부진으로 0-1로 패한 레반테전으로 인해 취임 6개월 만인 2010년 1월 24일에 해임되었다.
해임 딱 1년 후, 타피아는 테네리페의 감독이 되었는데, 그는 카나리아 제도 연고 구단이 2부 리그 시즌에 임명한 3번째 감독이었다. 그러나 그도 3월 말에 해임되었다.
타피아는 2012년 8월 21일에 말라가로 복귀해 구단 단장직과 기술 고문을 역임했다.